# Хяэдемеэсте
Хя́эдемеэсте (эст. Häädemeeste) — сельский посёлок в волости Хяэдемеэсте уезда Пярнумаа, Эстония. 

## География и описание
Расположен на берегу Рижского залива, недалеко от шоссе Таллин—Рига, в 41 километре к югу по шоссе от уездного центра — города Пярну. Высота над уровнем моря — 8 метров.
Климат умеренный. Официальный язык — эстонский. Почтовый индекс — 86001.

## Население
По данным переписи населения 2021 года, в Хяэдемеэсте насчитывалось 589 жителей, из них 573 (97,4 %) — эстонцы.
В 2020 году в посёлке проживали 552 человека, из них 261 мужчина и 291 женщина; численность детей в возрасте до 14 лет включительно составляла 62 человека, численность лиц работоспособного возраста (возраст 15–64 года) — 351, число лиц пенсионного возраста (65 лет и старше) — 139.
По данным переписи населения 2011 года, в посёлке проживали 692 человека, из них 678 (98,0 %) — эстонцы.
Численность населения посёлка Хяэдемеэсте:
| Год  | 1977 | 2000  | 2011  | 2017  | 2018  | 2019  | 2020  | 2021  |
| ---- | ---- | ----- | ----- | ----- | ----- | ----- | ----- | ----- |
| Чел. | 623  | ↗ 869 | ↘ 692 | ↘ 638 | ↘ 592 | ↘ 585 | ↘ 552 | ↗ 589 |

## История
Ещё в XIII веке окрестности Хяэдемеэсте не имели никакого названия. Здесь была ничейная земля среди необитаемых девственных лесов, трясин и болот.
В письменных источниках конца XVII века упоминаются Edemest Byy, Edemest Kylla (деревня),[1797 года — Ædemeste M (мыза).
В 1560 году Хяэдемеэсте упоминается как порт (Guedenn mans becke). Во второй половине[XVI века Тизенгаузены основали здесь одну из своих мыз, которая называлась Гудмансбах (нем. Gudmannsbach). В таком написании (Гудмансбахъ) название волости и местного церковного прихода официально использовалось до 1917 года включительно. Сформировавшийся на месте современного посёлка населённый пункт в 1930-х годах получил статус посёлка, с 1945 года на письме назывался деревней Алевику (эст. Aleviku — Поселковая, 174 жителя в 1970 году). Название Хяэдемеэсте использовалось только в народе и стало официальным топонимом в 1976 году, когда на основе семи деревень (Алевику, Сууркюла I, Сууркюла II, северная часть деревни Падина и небольшие части деревень Аруметса, Пийскопи и Вийра) был сформирован посёлок. 

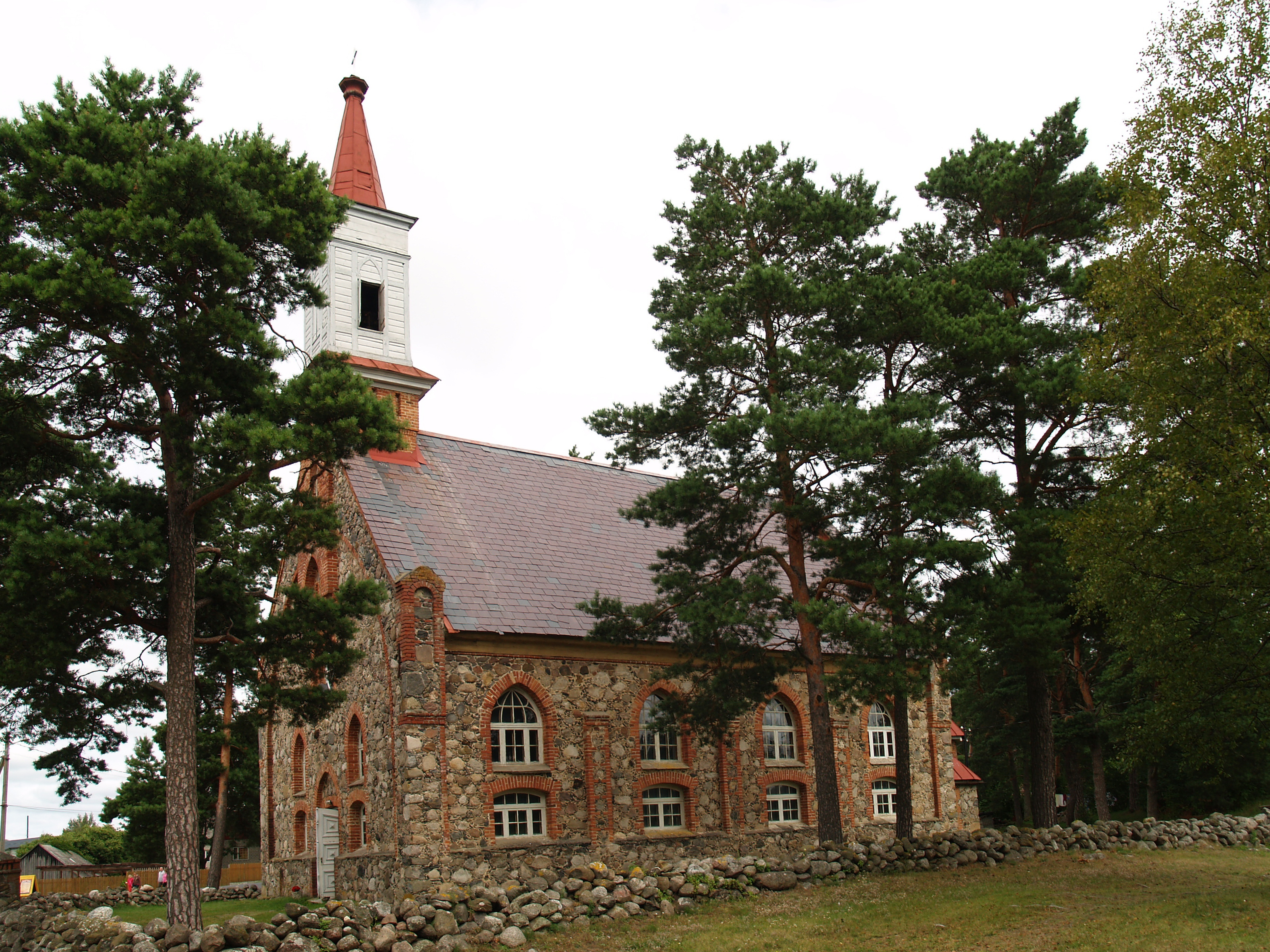
Церковь Святого Михаила

В порту Хяэдемеэсте в XVI веке высаживались Сааремааские епископы, которые плыли по морю от Сааре-Ляэнеской епархии на заседания ландтагов Старой Ливонии в Волмари и Вынну.
Апостольская православная церковь была возведена в Хяэдемеэсте в 1872 году из кирпича по проекту архитектора Лифляндской губернии Аполлона Эдельсона и носит название Церковь Преображения Господня. Церковь имеет 6 колоколов. В 1998 году внесена в Государственный регистр памятников культуры Эстонии. Иконостас церкви эклектичный, высокий, трёхъярусный, с богатым декором. При инспектировании 6 августа 2017 года состояние церкви оценивалось как хорошее.
Евангелическо-лютеранская церковь Хяэдемеэсте носит имя Святого Михаила, построена из бутового камня и красного кирпича в 1874 году, архитектор Матиаc фон Хольст. В 1998 году внесена в Государственный регистр памятников культуры Эстонии. При инспектировании 28.11.2018 её состояние было оценено как аварийное.
В 1954 году в Хяэдемеэсте был построен маяк.
В советское время в посёлке работали детский сад, средняя школа, больница, дом культуры, библиотека, отделение связи, аптека, гончарное производство и располагались центральная усадьба колхоза «Хяэдемеэсте» и центр Хяэдемеэстеского сельсовета.

## Инфраструктура
В посёлке есть детский сад. В одном помещении с ним работает библиотека. В ноябре 2015 года в детсаду работали 4 группы, его посещали 49 детей. 
Средняя школа Хяэдемеэсте даёт среднее образование с 1958 года; её нынешнее здание построено в 1964 году (архитекторы Март Порт и Аллан Мурдмаа), позже было реновировано. Школьное образование в Хяэдемеэсте даётся с 1854 года, который считается годом рождения местной школы. По состоянию на начало 2017 года в школе насчитывалось 12 классов, в которых обучались 174 ученика; число учителей составляло 28 (в т. ч. руководство школы). В начале 2021/2022 учебного года в школе было 173 ученика. Школе принадлежит большой сад и хороший спортзал, которым могут пользоваться все жители волости Хяэдемеэсте. 

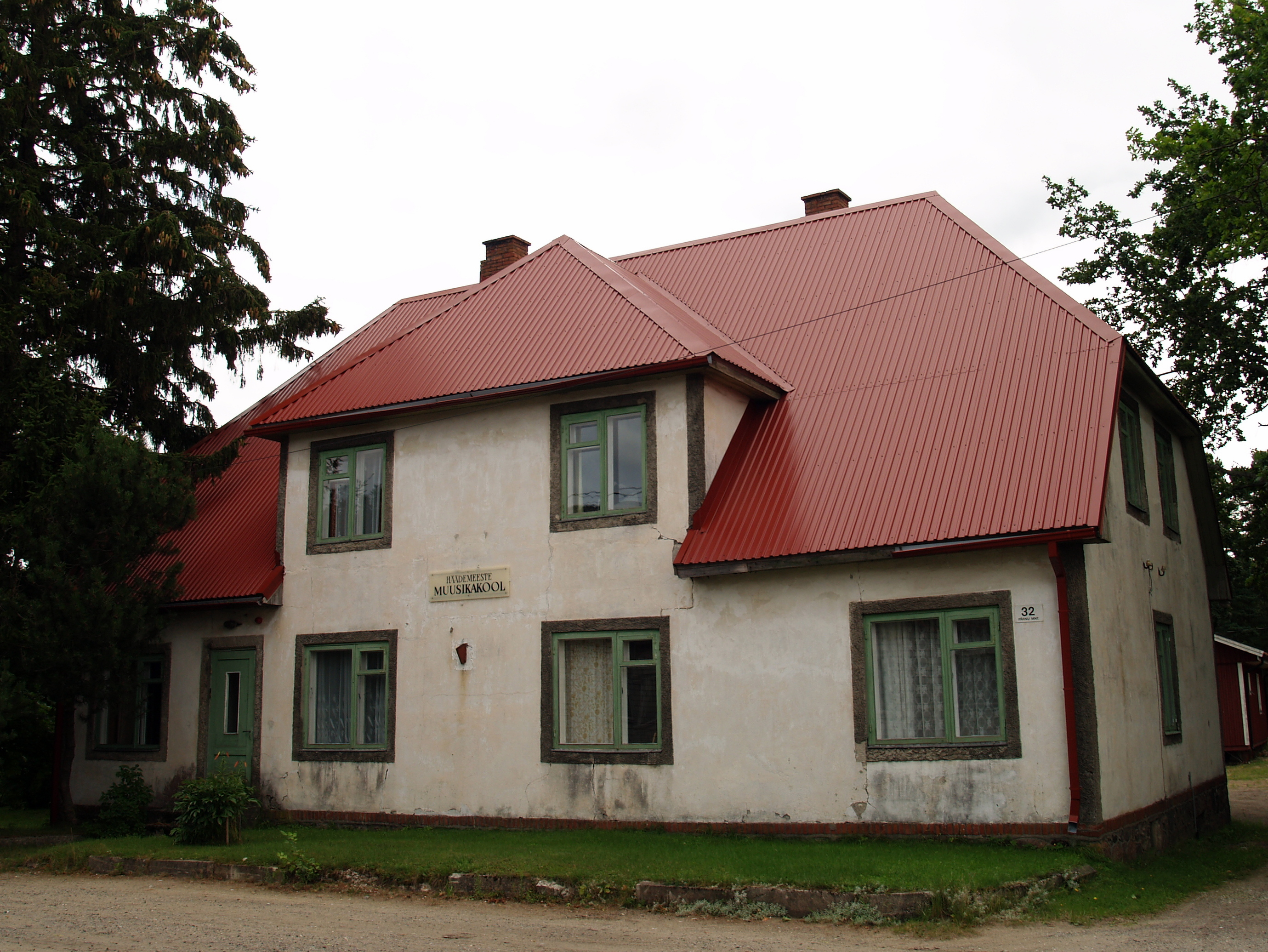
Музыкальная школа Хяэдемеэсте

В 1991 году начал деятельность краеведческий музей Хяэдемеэсте. 
С 1992 года в Хяэдемеэст работает музыкальная школа, сначала предлагавшая 3 специальности, а в 2017 году — уже 8: аккордеон, гитара, кларнет, фортепиано, мандолина, саксофон, тромбон и скрипка. В 2017 году в школе насчитывалось 44 ученика и 10 учителей, плата за обучение составляла 12,78 евро в месяц. В сентябре 2021 года число работников музыкальной школы составляло 8 человек.
Поселковый общинный дом (дом культуры) был реновирован в 2009 году. В нём работает Центр по интересам, который предлагает множество различных кружков: для молодёжи — танцевальный, поварской, музыкальный, швейный и др., для взрослых — группа народного танца, любительский театр, кружок керамики, йоги и др.
5 августа 2021 года в Хяэдемеэсте торжественно открылся реновированный дом престарелых. Строительные работы велись полтора года. В посёлке работает паб австрийской кухни «Almpub», где обслуживают на немецком, английском, русском и эстонском языках и трактир «Magic».

## Природные ресурсы
Хяэдемеэсте обладает большими запасами высококачественной глины и минеральной воды. Скважина расположена в нескольких километрах к востоку от посёлка и даёт до 490 кубометров воды в сутки.

## Экономика

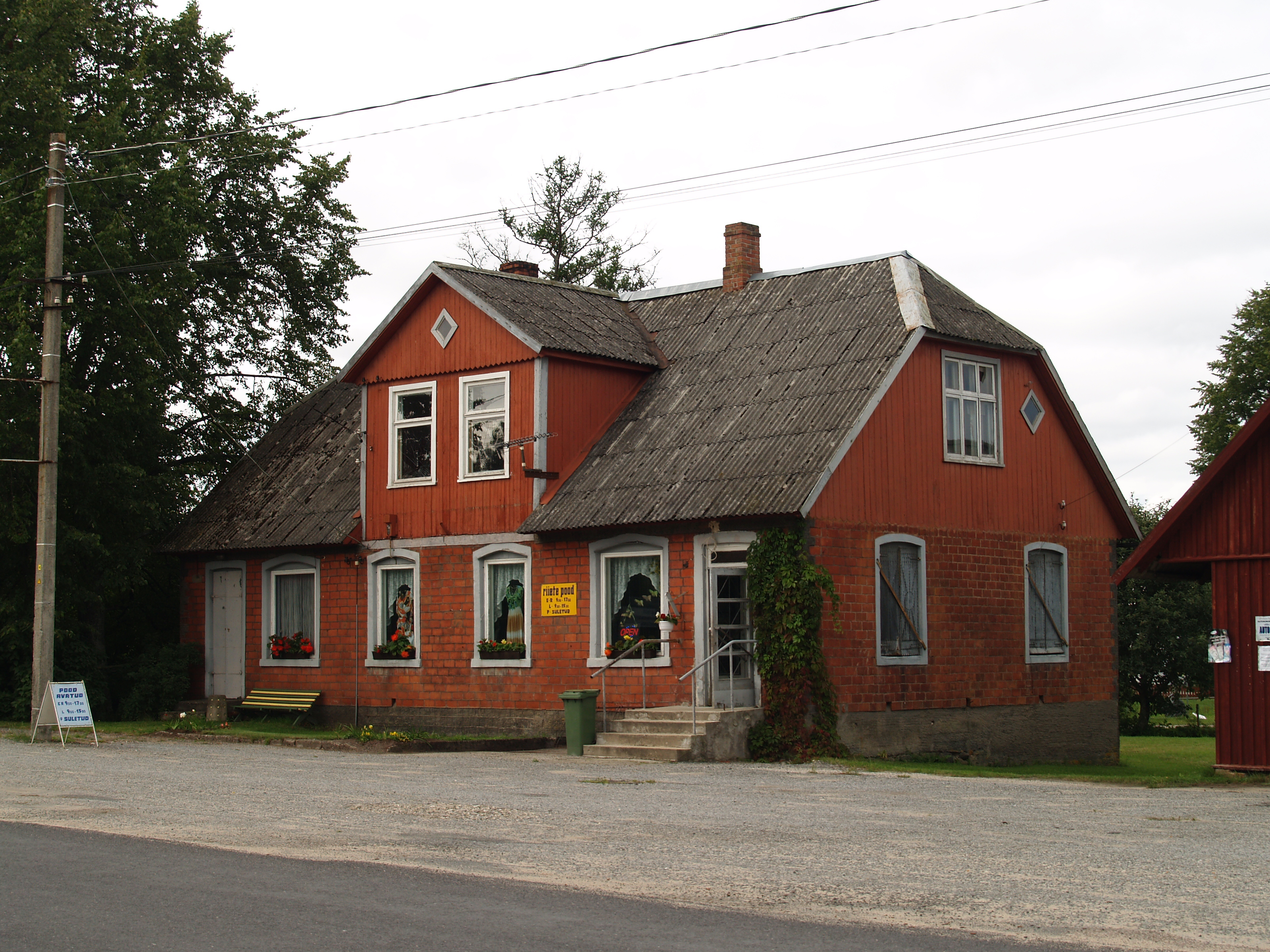
Магазин одежды в Хяэдемеэсте, 2012 год

Крупнейшие работодатели посёлка по состоянию на 31 декабря 2023 года:
| Предприятие/организация         | Вид деятельности                     | Численность работников |
| ------------------------------- | ------------------------------------ | ---------------------- |
| Häädemeeste Keskkool            | Средняя школа                        | 39                     |
| Häädemeeste Eakate Kodu         | Дом престарелых                      | 34                     |
| Häädemeeste Lasteaed            | Детский сад                          | 19                     |
| PM Puu OÜ                       | Лесозаготовки                        | 13                     |
| Häädemeeste VK AS               | Сбор, обработка воды и водоснабжение | 7                      |
| EKA Toitlustus OÜ Trahter Magic | Трактир                              | 6                      |
| Keisri Köök OÜ                  | Производство минеральной воды        | 3                      |

## Галерея

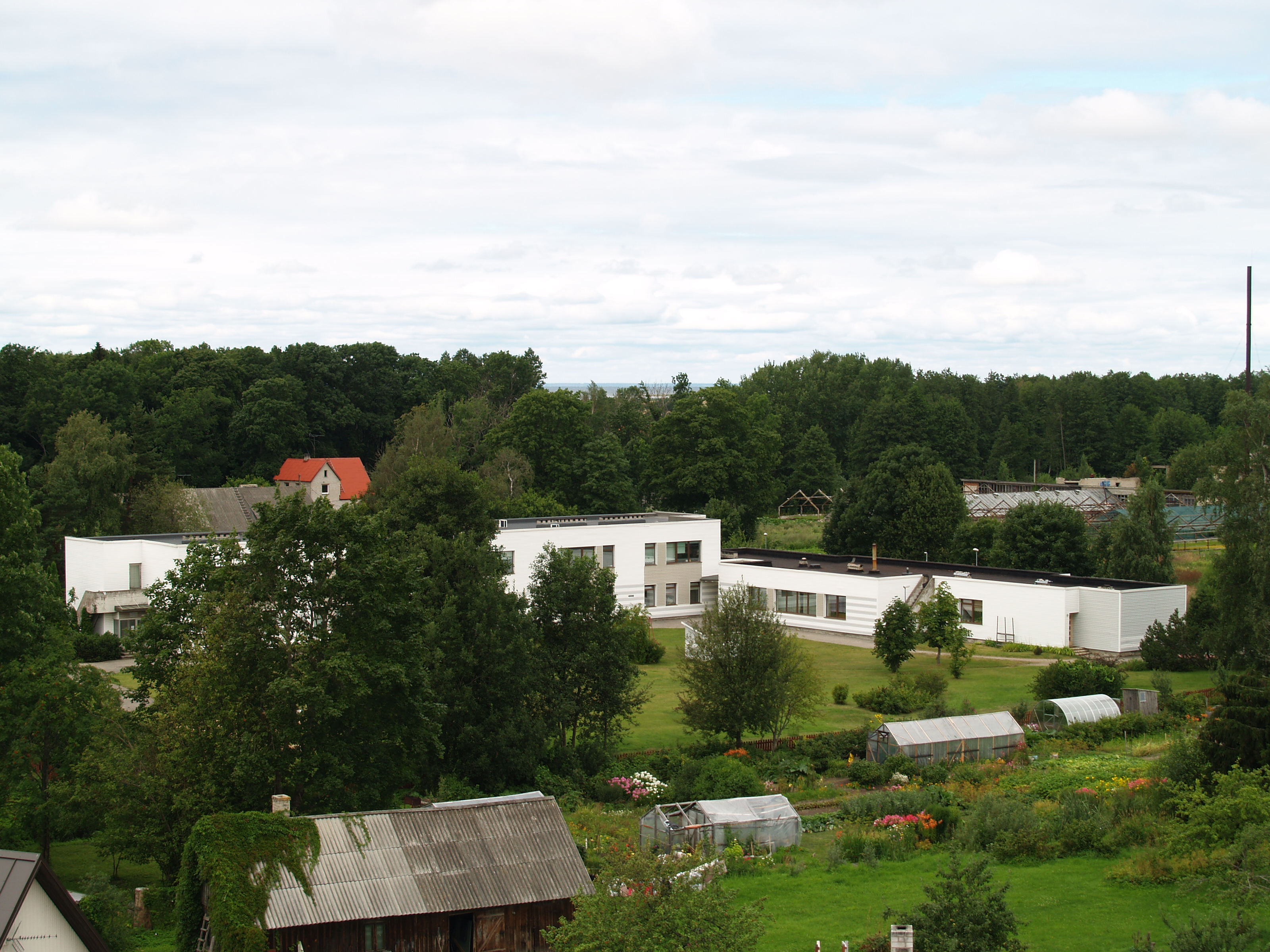
Вид на детский сад с церковной башни
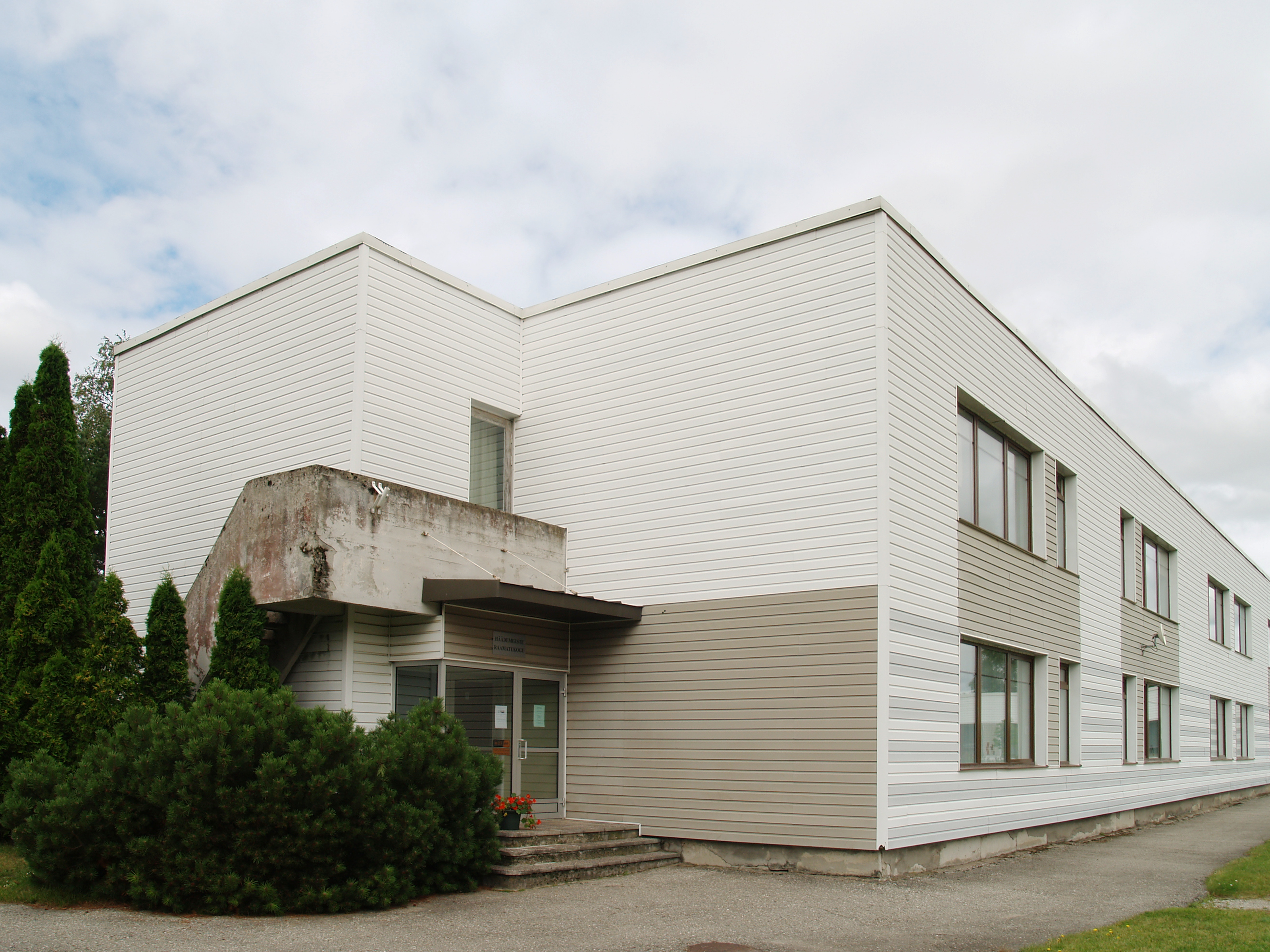
Библиотека
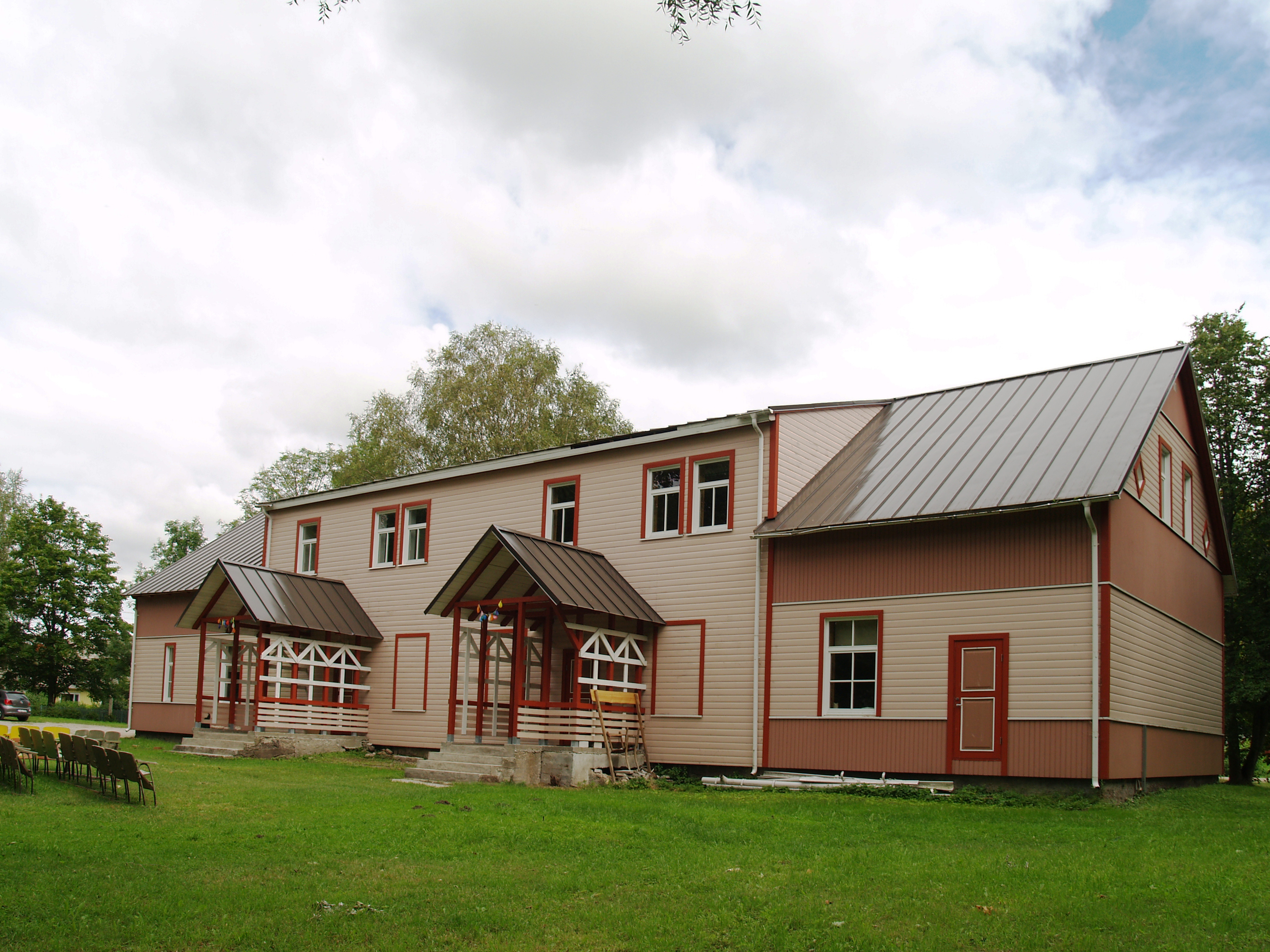
Общинный дом Хяэдемеэсте
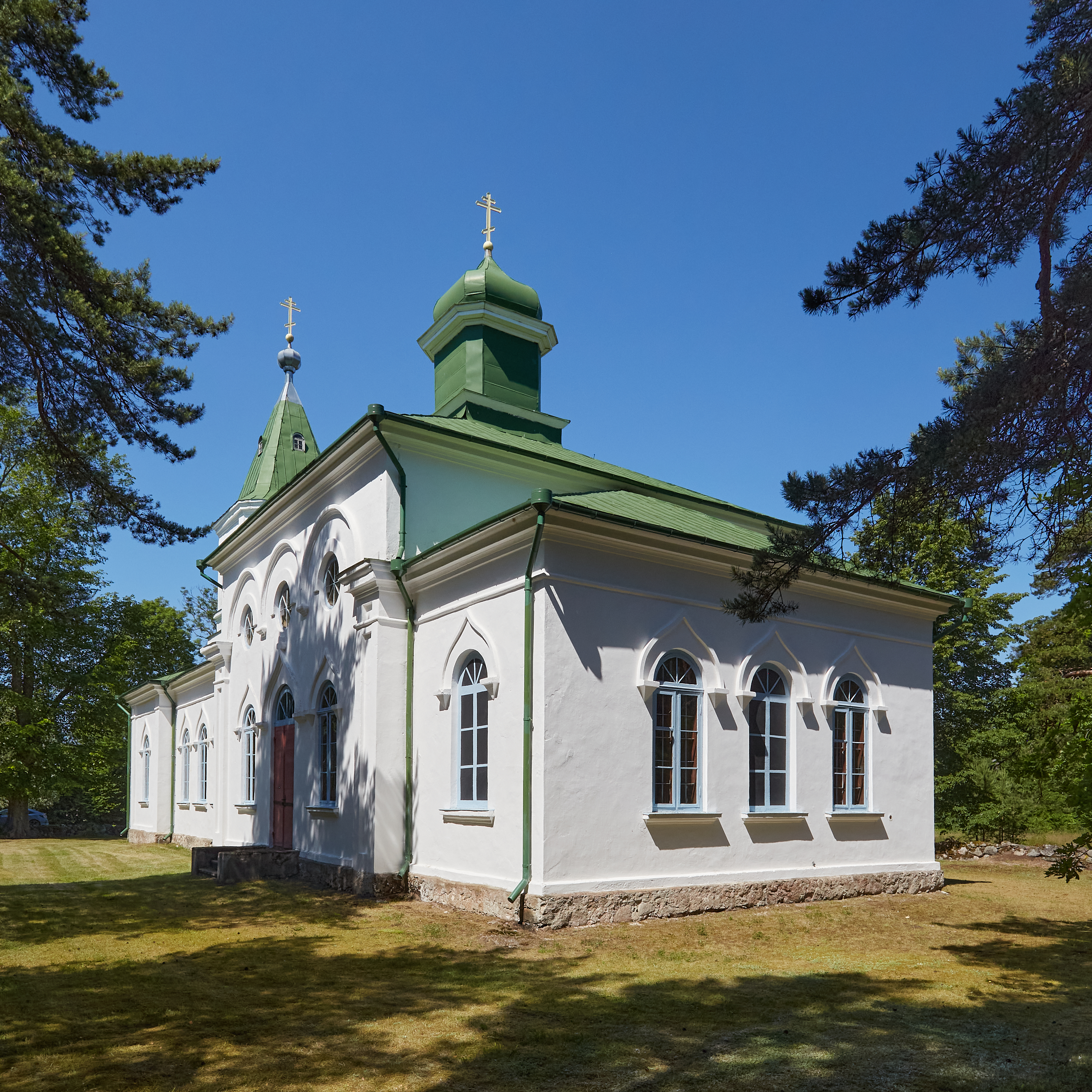
Церковь Преображения Господня в 2020 году
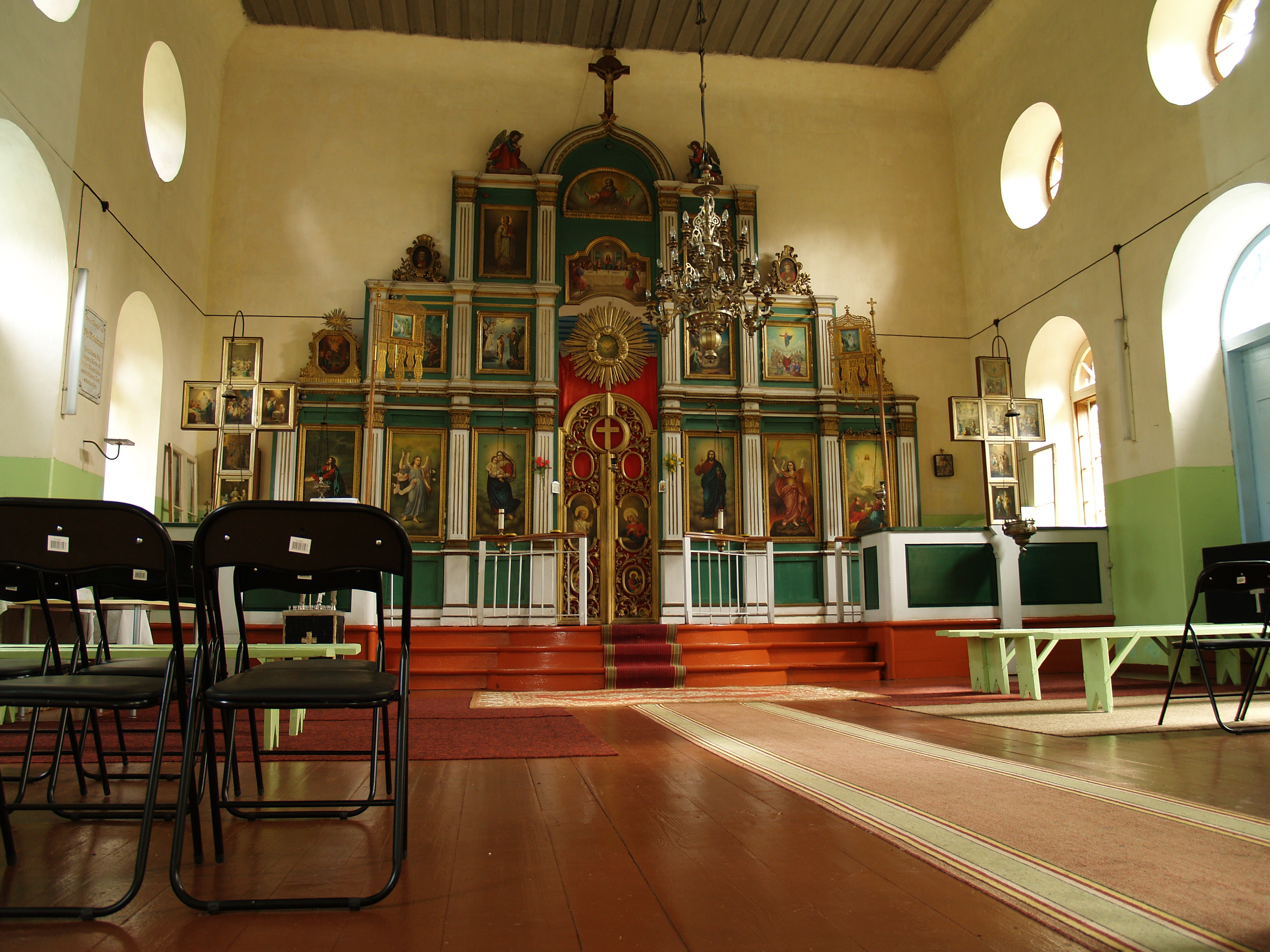
Интерьер церкви Преображения Господня
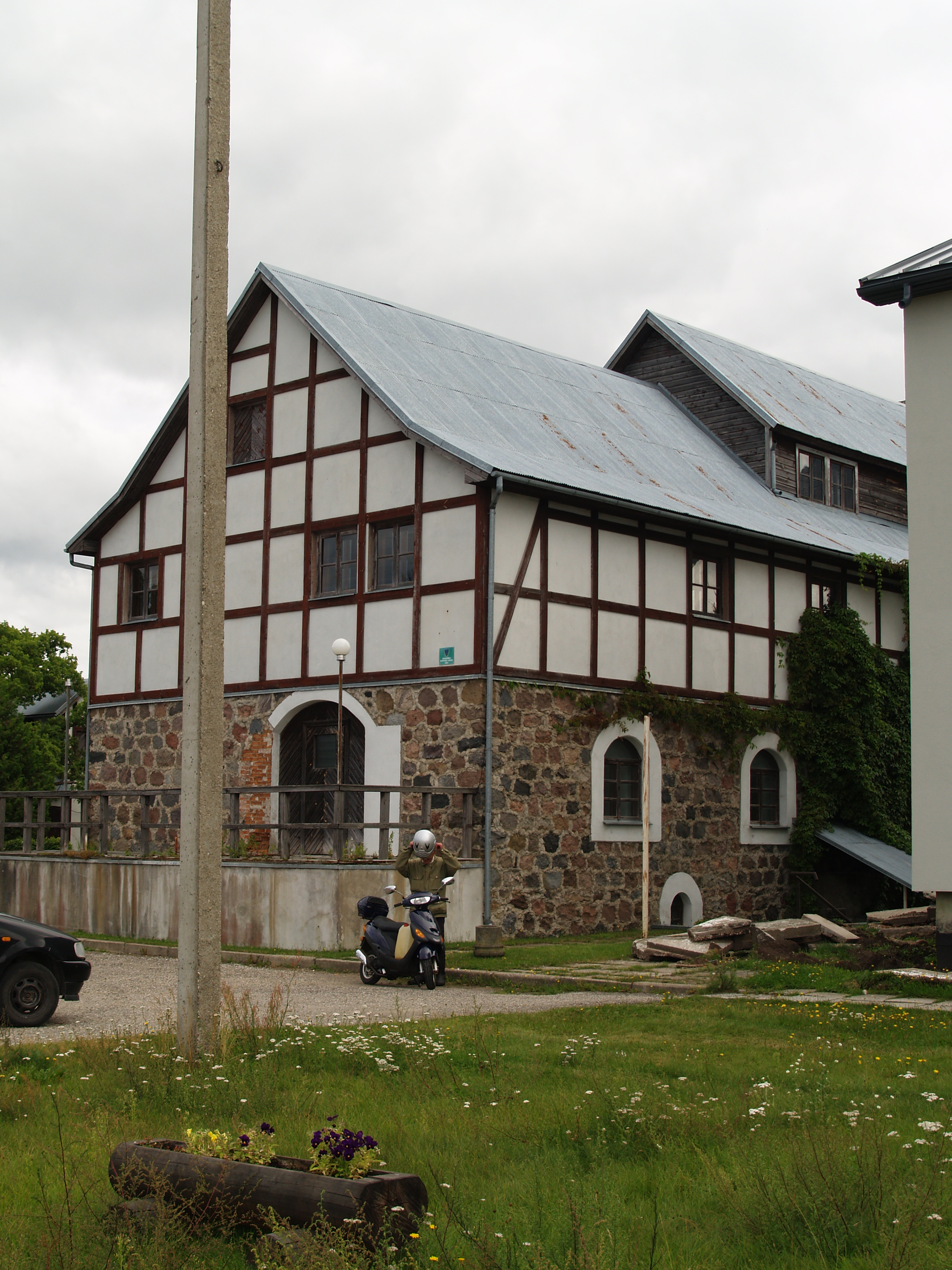
Дом в Хяэдемеэсте
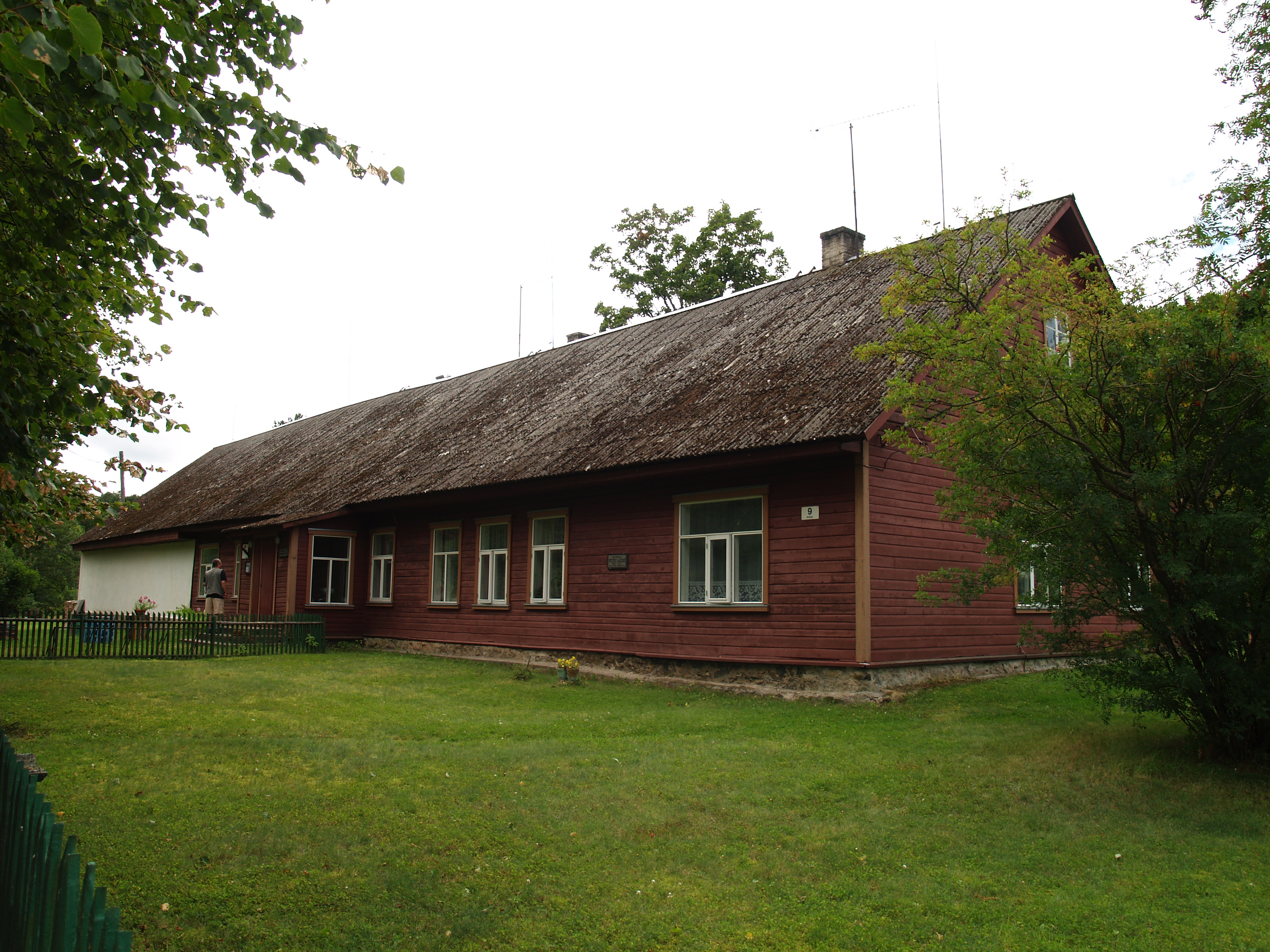
Музей Хяэдемеэсте
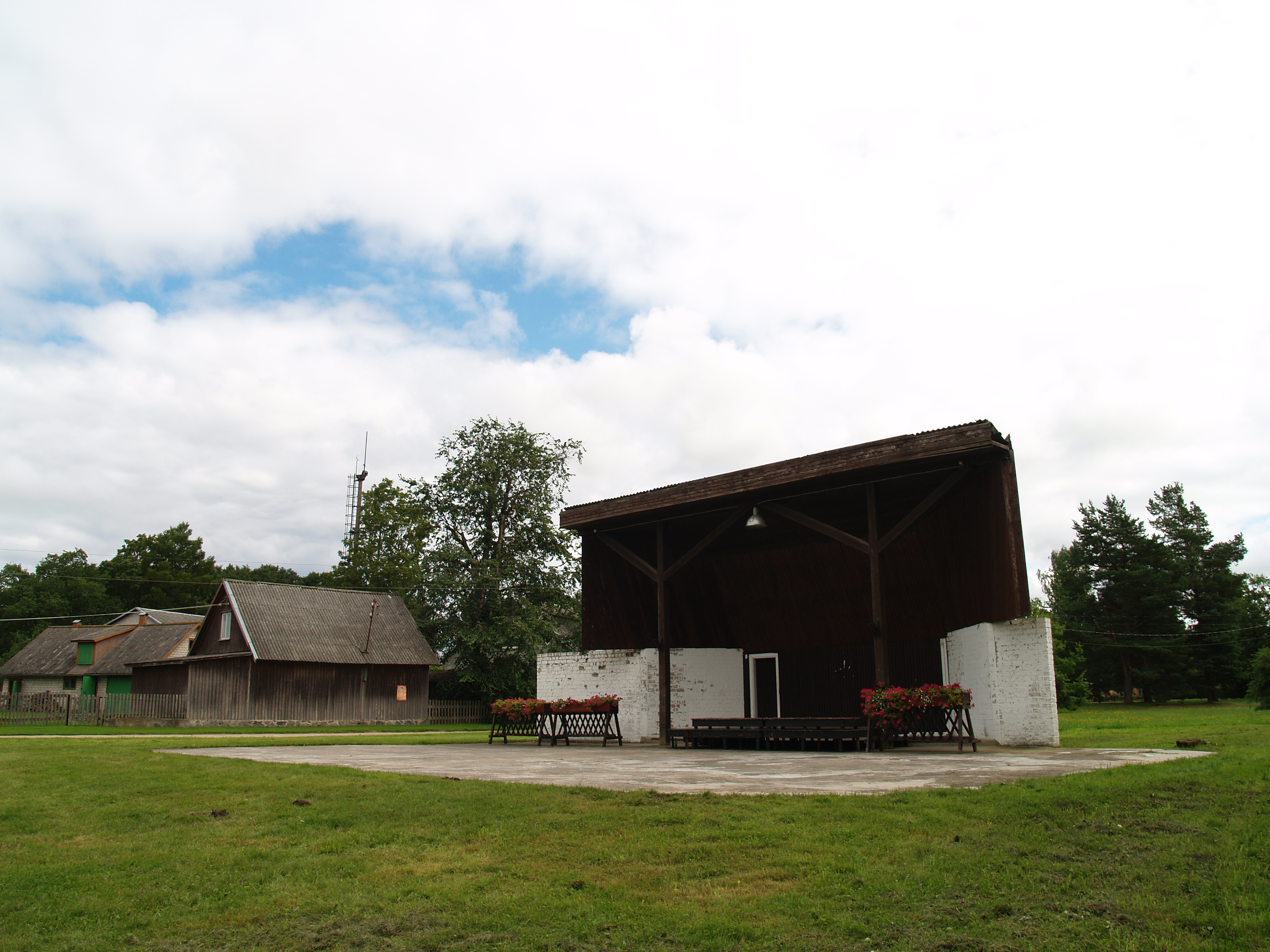
Певческая сцена посёлка
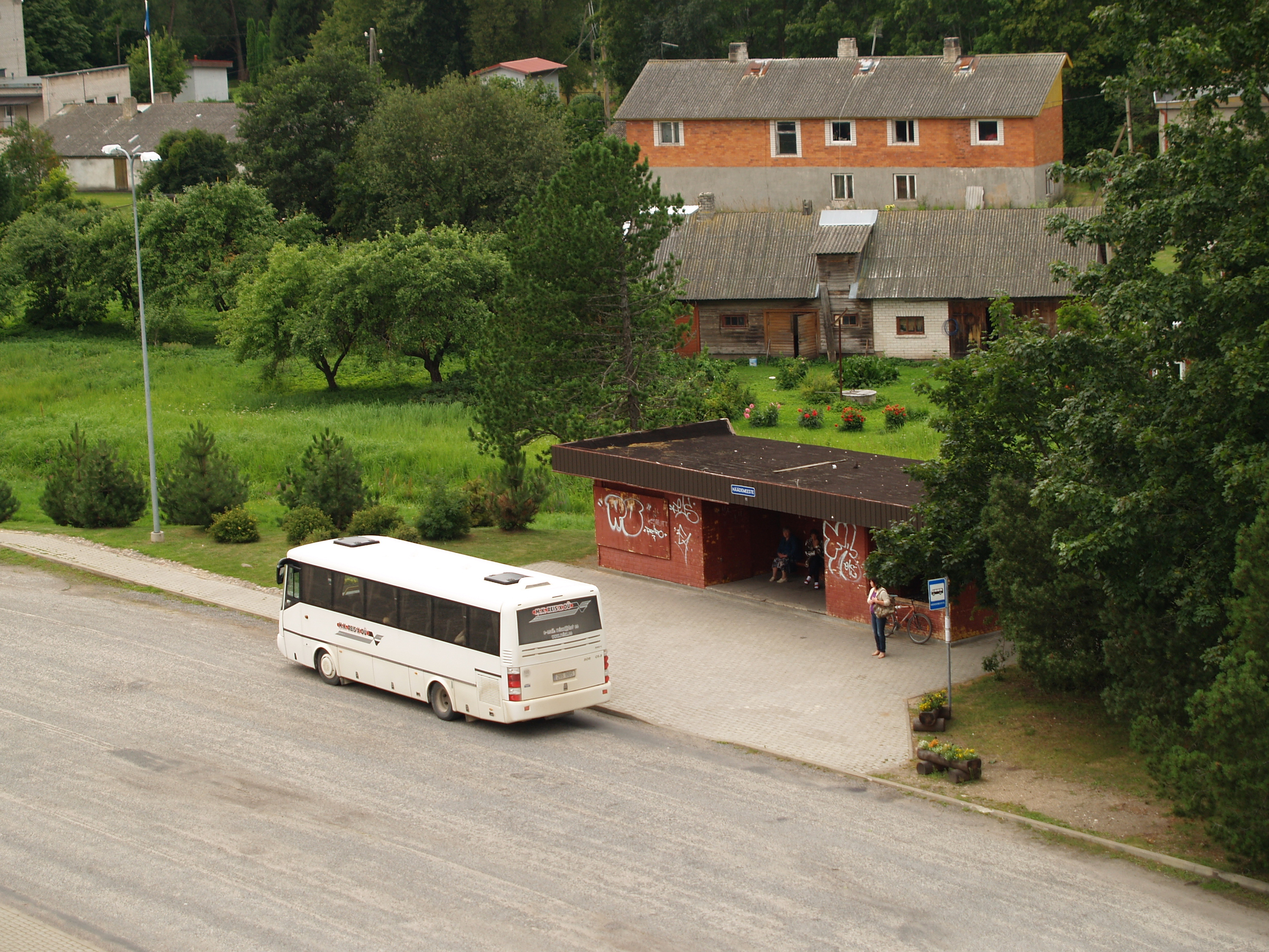
Автобусная остановка «Häädemeeste» в 2012 году
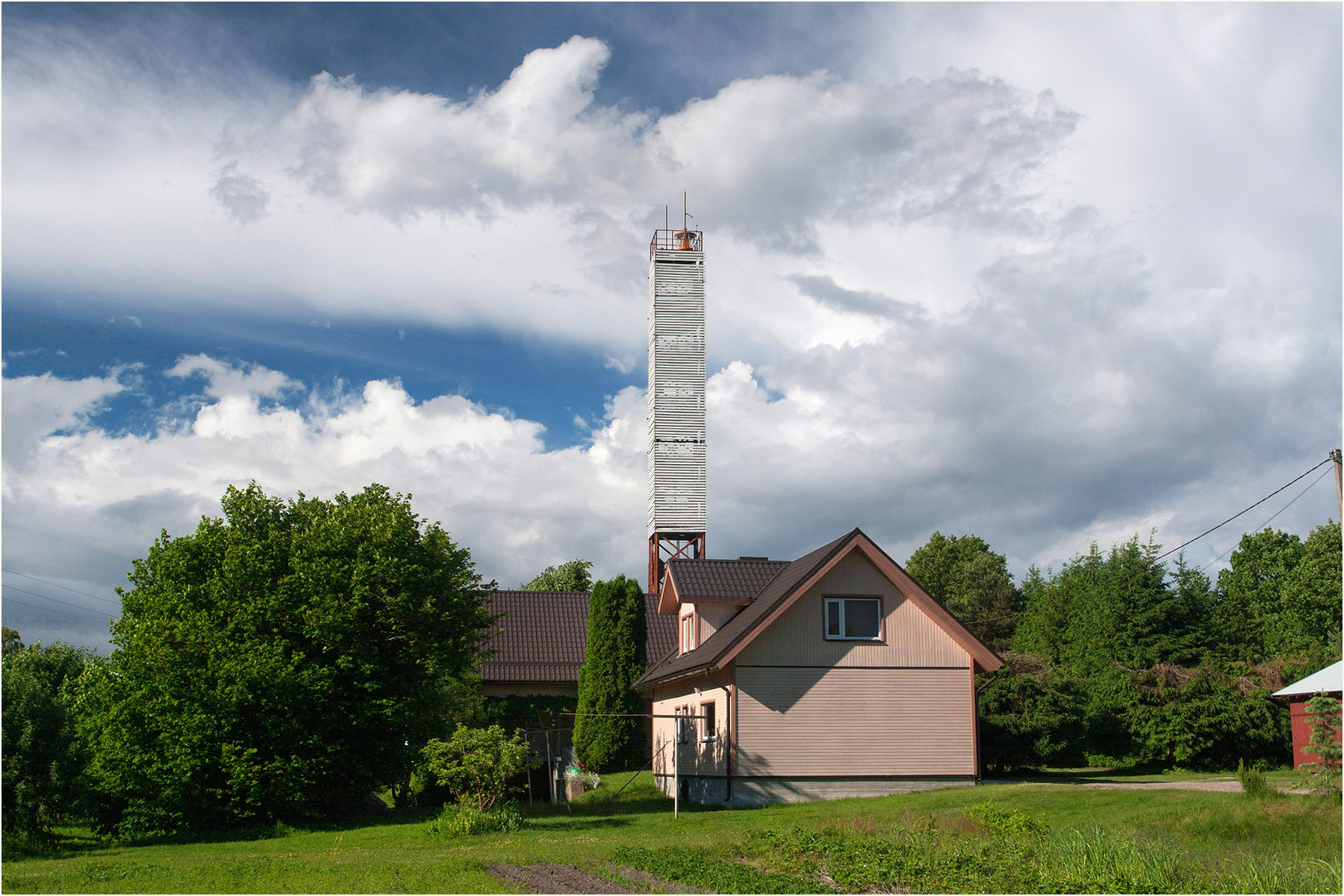
Маяк Хяэдемеэсте
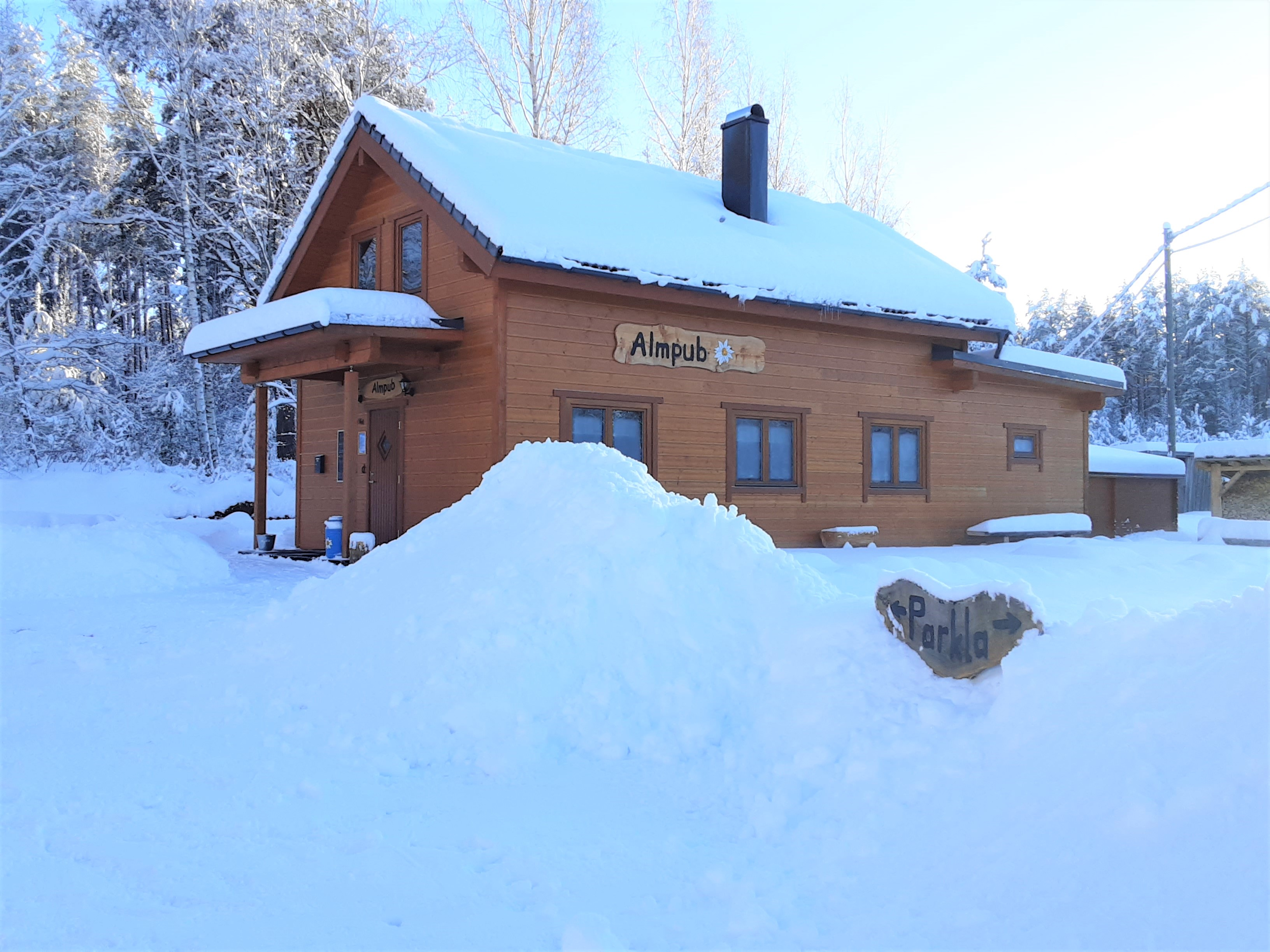
Паб «Almpub»